# ساكورا مينامي
ساكورا مينامي (باليابانية:桜井美南 (さくらい みなみ) مواليد 17 مايو 1997) هي ممثلة ومغنية وعارضة يابانية بدأت مسيرتها الفنية في عام 2014 وقامت بالتمثيل في دراما «الطالب المنقول الغامض» كأول عمل لها، واصدرت أول أغنية منفردة لها بعنوان «إيما كاوارو توكي» وكانت أو أس تي لدراما «الطالب المنقول الغامض».

## الأعمال التلفزيونية

### المسلسلات
- الطالب المنقول الغامض (2014)

### الأفلام
- غاسوه (2015)
- هيغانجيما: جزيرة الرعب (2016)
- نشيد القلب (2017)

## الأغاني
- إيما كاوارو توكي (عندما حان الوقت للتغيير) أصدرت في (30 أبريل 2014) كشارة البداية لدراما «الطالب المنقول الغامض».

## روابط خارجية
- ساكورا مينامي على موقع IMDb (الإنجليزية)
- ساكورا مينامي على موقع ميوزك برينز (الإنجليزية)